# 馮時 (正統進士)
馮時（1413年—？），字世隆，陝西慶陽府寧州人，民籍。明朝政治人物。進士出身。

## 生平
正統甲子科陝西鄉試第三十一名。正統十年（1445年）乙丑科會試第八十名，殿試登進士第三甲第四十名。授南京太常寺博士，升工部主事，出为漢陽府知府，进阶通議大夫。

## 家族
曾祖父馮鈞舉。祖父馮良輔。父亲馮中。子馮友端。